# كاران سوني
كاران سوني (بالإنجليزية: Karan Soni)‏ هو ممثل هندي، ولد في 8 يناير 1989 في الولايات المتحدة.

## أعمال

### أفلام
- (2015) صرخة الرعب[4][5]
- (2016) حفلة عيد الميلاد
- (2016) ديدبول[6]
- (2016) صائدو الأشباح[7][8]
- (2018) ديدبول 2[9]

### مسلسلات
- تاتش
- ذا ميدل

## وصلات خارجية
- كاران سوني على موقع IMDb (الإنجليزية)
- كاران سوني على موقع روتن توميتوز (الإنجليزية)
- كاران سوني على موقع ألو سيني (الفرنسية)
- كاران سوني على موقع أول موفي (الإنجليزية)
- كاران سوني على موقع قاعدة بيانات الأفلام السويدية (السويدية)
- كاران سوني على موقع قاعدة بيانات الفيلم (الإنجليزية)